# Rezsiutalvány

Rezsiutalvány

A rezsiutalvány olyan utalvány, amelyre mint juttatásra a lakosság bizonyos csoportjai jogosultak és amely kizárólag közüzemi díjak (rezsiköltségek) rendezésére használható fel. 
A rezsiutalványt  Magyarországon a negyedik Orbán-kormány  a nyugellátásokban és egyes más ellátásokban részesülő személyek részére juttatandó rezsiutalványról szóló 202/2019. (VIII. 23.) Korm. rendelettel vezette be.
A rezsiutalványra mint juttatásra a 2019. májusában nyugdíjszerű ellátásban részesülők teljes köre jogosult. Egy személyre az utalvány összege 3 X 3000 Ft, összesen 9000 Ft. Csak természetes személyek kaphatják és használhatják fel. Az egyes utalványok sorszámmal vannak ellátva, nevet azonban nem tüntetnek fel.
Az utalvány legkésőbb 2020. március 31-ig használható fel. 
Az ajándékutalványhoz hasonlóan, a rezsiutalvány készpénzre nem váltható, csak teljes értékén használható fel, és névérték alatti beváltás esetén a különbözet visszatérítésére nincs lehetőség.
Tekintettel arra, hogy a magyarországi nyugdíjasok egy része elektronikus úton fizeti közüzemi számláit, az ezzel kapcsolatban felmerülő számos kérdésre az augusztus 23-án elfogadott jogszabály nem ad egyértelmű választ.